# Playboys (zespół muzyczny)
Playboys – polski zespół muzyczny wykonujący muzykę z pogranicza disco polo oraz dance.

## Historia
Zespół został założony w 2013 roku przez Jakuba Urbańskiego. Lider i założyciel zespołu, ukończył studia muzyczne na kierunku Jazz i muzyka estradowa na Wydziale Artystycznym UMCS w Lublinie. Początkowo zespół zdobył popularność w serwisie YouTube, gdzie teledysk do piosenki „Lejde” został obejrzany ponad 40 mln razy. Inne popularne utwory, które przekroczyły granicę 10 mln wyświetleń w serwisie Youtube to „Dotykać, całować”, „Tylko Ty”, „Zwariowałem”, „Jak to się stało”, „Fajna jest ta dziewczyna”, „Nasza noc”, „Myślę o tobie”  oraz ,,Bahamy, morze, Miami". Utwór ,,Ja w to nie wierzę" przekroczył granicę 30 mln wyświetleń. Utwory, które nie przekroczyły 10 mln wyświetleń to ,,Będę Twoim King Kongiem", ,,Gdy Ciebie Widzę", ,,Razem", ,,Kocham Cię ot tak", ,,Moja Twoja", ,,Pokochaj Mnie", ,,Czy pamiętasz jak", ,,Tak już zostanie" i ,,Ciao Ciao". W 2016 roku zespół wraz z rumuńskim piosenkarzem Mario Bischinem został laureatem Dance Music Awards 2016 w kategorii Najlepszy duet.

## Dyskografia
Single
| 2013                        | „Nasza noc”                                                |    |                            | Lejde              |
| 2013                        | „Myślę o Tobie”                                            |    |                            | Lejde              |
| 2014                        | „Ile czekać mam”                                           |    |                            | Lejde              |
| 2014                        | „Lejde”                                                    |    |                            | Lejde              |
| 2015                        | „Wchodzę na parkiet”                                       |    |                            | Lejde              |
| 2015                        | „Bo ja się bawić chcę”                                     |    |                            | Lejde              |
| 2015                        | „Fajna jest ta dziewczyna”                                 | –  | - ZPAV: 3x platynowa płyta | Lejde              |
| 2015                        | „Wyśmienicie” (oraz Piękni i Młodzi)                       | –  | - ZPAV: 4x platynowa płyta | Tak już bez ciebie |
| 2016                        | „Zwariowałem”                                              | –  | - ZPAV: 3x platynowa płyta |                    |
| 2016                        | „Tylko ty”                                                 | 83 | - ZPAV: 2x platynowa płyta |                    |
| 2016                        | „Lala Song” oraz Mario Bischin                             | –  | - ZPAV: platynowa płyta    |                    |
| 2017                        | „Jak to się stało”                                         |    | - ZPAV: złota płyta        |                    |
| 2018                        | „Dotykać, całować”                                         | –  | - ZPAV: platynowa płyta    |                    |
| 2018                        | „Ja w to nie wierzę”                                       | 89 | - 2x platynowa płyta       |                    |
| 2019                        | „Będę twoim King Kongiem”                                  |    |                            |                    |
| 2019                        | „Gdy ciebie widzę”                                         | –  | - ZPAV: złota płyta        |                    |
| 2020                        | „Razem”                                                    | –  | - ZPAV: złota płyta        |                    |
| 2020                        | „Kocham cię ot tak”                                        |    |                            |                    |
| 2020                        | „Moja twoja”                                               |    |                            |                    |
| 2021                        | „Pokochaj mnie”                                            |    |                            |                    |
| 2021                        | „Ideały” (oraz Miły Pan)                                   |    | - ZPAV: platynowa płyta    |                    |
| 2021                        | „Czy pamiętasz jak”                                        |    |                            |                    |
| 2022                        | „Tak już zostanie”                                         |    |                            |                    |
| 2022                        | „Bahamy, morze, Miami”                                     |    | - ZPAV: 3x platynowa płyta |                    |
| 2023                        | „Ciao ciao”                                                |    |                            |                    |
| 2023                        | „Walczę o ciebie” (oraz Piękni i Młodzi Magdalena Narożna) |    | - ZPAV: platynowa płyta    | Maju maj           |
| 2023                        | „Król”                                                     |    | - ZPAV: złota płyta        |                    |
| „–” singel nie był notowany |                                                            |    |                            |                    |